# Hospital Universitario Ramón y Cajal
El Hospital Universitario Ramón y Cajal es un complejo hospitalario de titularidad pública situado en el distrito de Fuencarral-El Pardo de Madrid. Da servicio al área sanitaria 4 de la ciudad, con cobertura a 583397 personas en 2023, es hospital de referencia nacional e internacional en 14 unidades médicas y científicas para diversas enfermedades complejas  y es uno de los primeros hospitales de España en producción científica e investigación biomédica básica y clínica.
Está gestionado por el Servicio Madrileño de Salud y es el principal hospital docente de la Universidad de Alcalá de Henares.
Alberga  el Instituto Ramón y Cajal de Investigación Sanitaria (IRYCIS), un complejo de investigación científica formado por investigadores del propio hospital y de las Universidades de Alcalá, Autónoma de Madrid y Complutense.
El Hospital Universitario Ramón y Cajal es el centro de referencia para las urgencias tanto médicas como quirúrgicas del Congreso de los Diputados, del Senado y del aeropuerto Adolfo Suárez Madrid-Barajas.
En el Monitor de Reputación Sanitaria de 2019 el hospital se sitúa dentro del top 10 de hospitales públicos con mejor reputación sanitaria en función de sus servicios clínicos, destacando los servicios de Oftalmología, Medicina Interna, Cardiología, Gastroenterología, Dermatología, Oncología Médica, Otorrinolaringología y Cirugía Maxilofacial, situados dentro del top 10 por servicios de España. En cuanto a docencia, el hospital es el tercero más elegido de España por los aspirantes MIR, siendo los servicios de Dermatología, Gastroenterología, Medicina Interna y Oftalmología escogidos en la convocatoria de 2020 por varios de los 50 primeros aspirantes en nota del examen MIR.

## Historia
El Hospital Universitario Ramón y Cajal fue inaugurado en octubre de 1977, por el entonces ministro de Sanidad Enrique Sánchez de León. Está nombrado en honor del médico e investigador español Santiago Ramón y Cajal, premio Nobel de Medicina en 1906, «en reconocimiento de su trabajo sobre la estructura del sistema nervioso, demostrando la existencia de células nerviosas independientes, o neuronas, que se comunican entre ellas mediante sinapsis».
En 1977 también se instaló frente a la fachada del hospital la famosa escultura Cabeza de Santiago Ramón y Cajal, esculpida en piedra caliza blanca, obra del escultor Eduardo Carretero. Sus dimensiones aproximadas son 2.40 x 2 x 3.40 metros.
En la actualidad es un gran hospital terciario, que da servicio al área sanitaria 4 de la Comunidad de Madrid y que tiene como diferencia primordial el que, desde su creación, cuenta con grandes recursos destinados a investigación biomédica.
Cuenta con un equipo de casi 6000 profesionales directos y una gran infraestructura formada por un espacio utilizable de 249706 m², que incluye 12 bloques quirúrgicos,  con 51 quirófanos operativos más uno de Oncología Radioterápica. Cuenta con una unidad multidisciplinaria de trasplantes, especializada en multi-extracción de órganos y tejidos, trasplante hepático, trasplante pulmonar, trasplante renal, trasplante de donante vivo y trasplante de médula ósea.

### Hitos médicos y científicos
- En mayo de 1977 se abrió el primer Servicio de Cardiología Pediátrica de España.[23][24]
- En 1979 se abrió la primera unidad de rehabilitación cardiovascular de España.[23][24]
- En 1981 se realiza el primer trasplante de glándula salivar en ojo seco del mundo.[23][24]
- Primera unidad especializada en el tratamiento láser de lesiones, neoplasias y malformaciones vasculares, en 1985.[23][24]
- En 1990, se abrió el primer Hospital de Día de Dermatología en España.[24]
- También en 1990 se creó la Unidad de Trasplantes, llevando a cabo ese mismo año el primer trasplante de médula ósea del centro.[24]
- Desde 1991, funciona desde el hospital Salud Entre Culturas, una organización sin ánimo de lucro integrada por personal médico de Enfermedades Infecciosas.[25] Está formada es un equipo multidisciplinar español y de muchos países de África y Asia, principalmente, que desarrolla proyectos en el ámbito de la promoción de la salud relacionada con enfermedades infecciosas tropicales en población autóctona e inmigrante en todo el territorio español. Fue declarada de Utilidad Pública en abril de 2003.[25]
- En 1992, el Servicio de Microbiología y la Unidad de Enfermedades Infecciosas publicaron el primer y único caso de infestación por Capillaria philippinensis en España.[26]
- En 1999, se realizó el primer trasplante de intestino delgado en paciente pediátrico en España (en colaboración con el Hospital Universitario La Paz ).[27]
- En mayo de 2007 comienza a funcionar en este hospital la Unidad de Identidad de Género de la Comunidad de Madrid.[28]
- En 2008 se creó la Unidad de Referencia del Sistema Nacional de Salud (CSUR) de descompresión orbitaria en oftalmopatía tiroidea, dependiente del Servicio de Oftalmología.[3]
- En 2012, se creó la Unidad de Tricología, dependiente del Servicio de Dermatología, siendo centro de referencia nacional de los más de 100 tipos de alopecias. También es unidad de referencia para la investigación en la aplicación de medicina regenerativa y células madre al tratamiento de las alopecias, y de trasplante capilar regenerativo.[29]
- Entre 2007 y 2012 se llevaron a cabo varios estudios científicos, con el objeto de protocolizar el manejo de portadores de drogas o body-packers, con cerca de 1000 casos, dada la experiencia asistencial al ser hospital de referencia del Aeropuerto de Madrid-Barajas Adolfo Suárez, publicándose varios protocolos de vigilancia y tratamiento médico y quirúrgico en estos casos. El hospital cuenta con Unidad de Vigilancia de Urgencias, adaptada para estos casos.[30] Los protocolos han sido exportados a aeropuertos de todo el mundo.[30]
- En enero de 2007 se crea en el servicio de Medicina Interna la Unidad de insuficiencia Cardiaca y Riesgo Vascular (UICARV), dirigida inicialmente por el doctor Luis Manzano. Se trata de una unidad ambulatoria para manejo y seguimiento integral de pacientes con insuficiencia cardíaca avanzada, con varios millares de pacientes tratados al año. Ha sido pionera en el manejo urgente de reagudizaciones de insuficiencia cardíaca, evitando ingreso hospitalario. Además realizan labor de investigación de alto nivel en el tratamiento de estos pacientes.[31][32][33]
- En 2014 se crea la unidad de referencia nacional en enfermedades tropicales importadas, dependiente del servicio de Microbiología y Parasitología y Enfermedades Infecciosas.[34]

- En enero de 2017 el hospital batió récord de trasplantes al conseguir trasplantar 8 órganos a 8 receptores adultos en menos de 48 horas, gracias a la unidad multidisciplinar de trasplantes, incluyendo Cirugía General, Anestesia, Urología y Nefrología.[35]
- En 2019 se acreditó oficialmente la Unidad de Enfermedades Sistémicas y Minoritarias, dependiente del Servicio de Medicina Interna, y en el que se tratan en consultas (o durante el ingreso) pacientes con enfermedades por depósito lisosomal, otras enfermedades de depósito, porfirias, hiperhomocisteinemia, enfermedad de Rendu-Osler-Weber, enfermedades ampollosas o diversos tipos de enfermedades metabólicas. Además, también incluye diversas enfermedades autoinmunes sistémicas.[36][37]
- En mayo de 2019 la Unidad de Enfermedad Inflamatoria Intestinal del Servicio de Gastroenterología se convirtió en centro de referencia del Grupo Español de Trabajo en Enfermedad de Crohn y Colitis Ulcerosa. Atiende anualmente, de forma integral entre varias especialidades, a más de 1500 pacientes al año procedentes de toda España con enfermedad de Crohn y colitis ulcerosa.[38][39]
- En abril de 2020, se realizó en el hospital la primera autopsia en España a una persona fallecida durante la pandemia de COVID-19. La autopsia fue dirigida por el doctor José Palacios, jefe de servicio de Anatomía Patológica. Se realizaron posteriormente múltiples autopsias en el hospital en el contexto de varias líneas de investigación clínico-patológicas sobre la infección por SARS-CoV-2.[40][41]
- En mayo de 2020, Mónica López Rodríguez, especialista de Medicina Interna del Hospital Universitario Ramón y Cajal, recogió en representación de todos los madrileños, la medalla de oro del Ayuntamiento de Madrid otorgada al pueblo de Madrid por su comportamiento durante la pandemia de COVID-19, al haber sido uno de los hospitales con más pacientes ingresados por COVID-19 durante la pandemia.[42][43]
- En febrero de 2021, se inauguró una nueva Unidad de Cuidados Intensivos, compuesta con 79 camas de cuidados críticos, dotada de la tecnología más avanzada dentro de la red sanitaria pública madrileña.[44]

## Investigación
La investigación, tanto básica como clínica, es una de las características diferenciales del Hospital Universitario Ramón y Cajal frente a otros hospitales terciarios de la Comunidad de Madrid. Es el primer hospital de la Comunidad de Madrid en investigación e innovación en salud y coordina 28 grupos que están trabajando en más de 1000 proyectos activos y acumularon el año pasado una producción científica de 769 publicaciones, tanto en investigación básica como clínica.

### Instituto Ramón y Cajal de Investigación Sanitaria
El hospital es la sede del Instituto Ramón y Cajal de Investigación Sanitaria, un gran centro de investigación creado por el propio hospital, las Universidades de Alcalá, Autónoma de Madrid y Complutense, por la que se integran en un único centro sus investigadores y recursos para una investigación biomédica de excelencia. Su objetivo es aunar el conocimiento y la experiencia clínica de los profesionales sanitarios y las capacidades de sus investigadores básicos y clínicos, para desarrollar investigación biomédica.
A lo largo de 2019 en el IRYCIS trabajaron 1300 personas dedicadas a la investigación, tanto investigadores principales como colaboradores, personal técnico de apoyo y personal de gestión de I+D+i, incluyendo 662 investigadores clínicos asocidados. Se realizaron 43 tesis doctorales durante 2019. Tiene en activo 1212 proyectos de investigación, 232 ensayos clínicos y registradas 23 patentes. En cuanto a publicaciones (incluyendo artículos originales, guías, revisiones y editoriales) tiene regiustradas 1130 publicaciones en 2019, con 5304 puntos de factor de impacto. Dos de los investigadores del instituto, los doctores Rafael Cantón y José Luis Zamorano fueron 2 de los científicos más citados del mundo en 2019.
El Instituto Ramón y Cajal de Investigación Sanitaria (IRYCIS) dispone de una serie de estructuras de soporte a la clínica, entre las que se encuentra la Unidad de Investigación Clínica que proporciona infraestructuras y servicios comunes para la realización de ensayos clínicos y otros estudios de investigación clínica, siendo pionero en la investigación traslacional básica-clínica.
El instituto cuenta con una unidad de excelencia internacional en bioestadística clínica y bioinformática que, además de docencia al personal médico residente, da soporte al diseño de estudios, en la realización y análisis estadístico de los estudios, en difusión de resultados y en soporte metodológico. Está dirigido por Javier Zamora Romero.

### Dotación investigadora
El Hospital Universitario Ramón y Cajal cuenta con:
- Más de 30 laboratorios dedicados a diferentes líneas de investigación dentro del Instituto Ramón y Cajal de Investigación Sanitaria (IRYCI).[4][16] Están divididos en 5 áreas:
  - Área 1: Neurociencias y Órganos de los Sentidos.[49] Incluye los grupos de enfermedades neurodegenerativas y neuroproteinas-ICTUS (a cargo del jefe de servicio de Neurología), genética y patología neurosensorial, grupo de enfermedades psiquiátricas, grupo de oftalmología y neurofisiología visual y dermatología experimental.[48]
  - Área 2: Microbiología, Inmunología e Infección.[50] Incluye los grupos de enfermedades infecciosas y SIDA, grupo de biología y evolución de microorganismos, entre otros.[48]
  - Área 3: Enfermedades Crónicas y Cáncer[51]
  - Área 4: Epidemiología y Tecnología Sanitaria[52]
  - Área 5: Cardiometabolismo y Patología de Sistemas. Incluye el grupo de patología cardiovascular (dirigida por el jefe de servicio de Cardiología) y el grupo de Enfermedades Multisistémicas (a cargo del jefe de servicio de Medicina Interna).[48][53]
- Laboratorios de Investigación Clínica:[4][16][54][55]
  - Alergología.
  - Andrología.
  - Endocrinología.
  - Gastroenterología.
  - Laboratorio de investigación en Enfermedades Infecciosas.
  - Laboratorio radiológico del Servicio de Medicina Nuclear.
  - Laboratorio de investigación del Servicio de Medicina Interna.
  - Laboratorio de investigación del Servicio de Dermatología.
  - Nefrología.
  - Nutrición.
  - Reumatología.
  - Urolitiasis.
- Centros especiales de investigación en:[4][16][48]
  - Bioquímica.
  - Bioestadística.
  - Neurobiología.
  - Histología.
  - Bioelectromagnetismo.
  - Neurología experimental y caracterización de plasticidad sináptica.
  - Cirugía experimental.
- Cuenta con un gran animalario propio (murino, conejo y cerdos) con fines de investigación, que da cobertura a todos los proyectos de investigación que lo necesiten del hospital.[4][16][48]
  - En el animalario también se realiza cirugía experimental (incluye dos quirófanos experimentales con varias salas de anestesia y cirugía menor veterinaria). Cuenta con salas de cuarentena para animales externos y sala anecoica para exposición de roedores a radiofrecuencias, entre otros recursos.[4][16][48]
  - También cuenta con laboratorios para realizar manipulación de organismos genéticamente modificados.[48]
- Biobanco
  - Incluye material biológico necesario para la investigación y tratamiento de sus muestras a proyectos que lo necesiten.[48]
  - Incluye colección de muestras hospitalarias de enfermedades infecciosas, renales, metabólicas, oncológicas, cardiovasculares, neurológicas, dermatológicas, enfermedades minoritarias y controles.[48]
- Laboratorio de cuantificación y caracterización molecular.[48]
- Laboratorio de estudios en radiación no ionizante.[48]
- Unidad de investigación en genómica traslacional.[48]
- Unidad de Microarrays.[48]
- Laboratorio de proteómica.[48]
- Microscopía confocal.[48]
- Laboratorio de Biomarcadores y Dianas Terapéuticas.[48]
- Unidad de Epidemiología Molecular del VIH y Virología Molecular.[48]
- Unidad de determinación de bandas oligoclonales.[48]
- Laboratorio de aptámeros.[48]
- Servicios cromatográficos y marcadores del SNC.[48]
- Caracterización de metabolismo celular.[48]

## Docencia

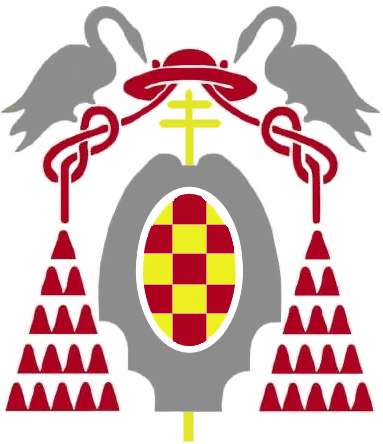
Escudo de la Universidad de Alcalá.

Desde 1978, el Hospital Universitario Ramón y Cajal lleva a cabo una gran labor docente posgrado formando a residentes dentro del sistema MIR. Cada año, el hospital es de los más elegidos entre los 100 primeros puestos del examen MIR.
Como hospital universitario está adscrito a la Universidad de Alcalá, junto al Hospital Universitario Príncipe de Asturias, al Hospital Universitario de Guadalajara y al Hospital Central de la Defensa Gómez Ulla. Se imparte docencia de todas las asignaturas clínicas del Grado en Medicina, asistiendo diariamente al hospital alrededor de 300 alumnos.

### Dotación docente
La docencia se imparte en el edificio principal del hospital y en el pabellón docente (de construcción posterior).
- En el edificio principal del hospital existen 15 aulas para clases diarias, divididas en un aula con capacidad para 100 personas, dos aulas con capacidad para 90 personas, dos aulas con capacidad para 60 personas, 7 aulas con capacidad para 40 personas y un aula para 25 alumnos.[4][16]

- En el Pabellón Docente con 9 aulas generales con capacidad aproximada para 60 alumnos y 2 aulas (de 24 alumnos cada una) especializadas para clases de laboratorio.[4][16]

Además, el hospital cuenta con un Salón de Actos con capacidad para cerca de 500 personas, una Sala de Grados para la lectura de tesis doctorales y varias salas de conferencias.

## Centros, Servicios y Unidades de Referencia Nacional (CSUR) del Hospital Universitario Ramón y Cajal
Los CSUR del Sistema Nacional de Salud son centros, servicios o unidades de atención médica e investigadora que dan cobertura a todo el territorio nacional (pudiendo ser derivados a ellas pacientes de todo el territorio nacional o incluso extranjero), y que están especializados en la atención integral de determinadas patologías o grupos de patologías.
Lista de los CSUR actuales del Hospital Universitario Ramón y Cajal:
- Descompresión orbitaria en oftalmopatía tiroidea.
- Tumores orbitarios.
- Tumores germinales de riesgo alto e intermedio y resistentes a la quimioterapia de primera línea en adultos.
- Ortopedia infantil: malformaciones congénitas (fémur corto congénito, agenesia de tibia/peroné...), displasias óseas (osteogénesis imperfecta, agriposis...) y grandes alargamientos de miembros. Enfermedades neuromusculares (parálisis cerebral, mielomeningocele...).
- Cirugía de los trastornos del movimiento.
- Esclerosis múltiple resistente.
- Atención integral del adulto con cardiopatía congénita, dependiente del Servicio de Medicina Interna y Cardiología.
- Patología vascular raquimedular.
- Ataxias y paraplejias hereditarias, dependiente del Servicio de Neurología.
- Trasplante de riñón cruzado, dependiente de la Unidad de Trasplantes.
- Enfermedades Tropicales Importadas, dependiente del Servicio de Enfermedades Infecciosas y Microbiología y Parasitología.
- Enfermedades Metabólicas Congénitas (adultos y niños), dependiente del Servicio de Medicina Interna.
- Enfermedades Raras que cursan con trastorno del movimiento, dependiente del Servicio de Neurología.
- Tumores renales con afectación vascular, dependiente del Servicio de Urología.

## Otros servicios sanitarios
En el Ramón y Cajal está la Unidad de Identidad de Género de la Comunidad de Madrid. La UIG de la Comunidad de Madrid está formada por un equipo multidisciplinar de profesionales (endocrinológos, psiquiatras, psicólogos clínicos, ginecólogos, urólogos, cirujanos plásticos y otorrinolaringólogos, entre otros) y es una unidad especializada en Personas Transgénero y personas Transexuales.

## Monitor de Reputación Sanitaria
Según la sexta edición del Monitor de Reputación Sanitaria (MRS) del año 2019 el Hospital Universitario Ramón y Cajal se sitúa en el 7º puesto del Top 10 de hospitales públicos con mejor reputación sanitaria en función de sus servicios clínicos; manteniéndose en el top desde hace 6 años. El análisis ha tenido en cuenta indicadores como recursos humanos y materiales, número de camas, dotación tecnológica básica y de alta tecnología, altas totales y tiempo medio de estancias, así como satisfacción y accesibilidad del servicio, entre otros. El proceso de realización ha sido sometido a una revisión independiente por parte de la auditora KPMG, de acuerdo con la norma ISAE 3000.
Por servicios, 17 de ellos están valorados dentro del top 10 de servicios de España incluyendo hospitales públicos y privados:
| Nombre especialidad          | Ranking por especialidades |
| ---------------------------- | -------------------------- |
| Alergología                  | 7º                         |
| Anestesiología y reanimación | 10º                        |
| Gastroenterología            | 4º                         |
| Cardiología                  | 8º                         |
| Cirugía Oral y Maxilofacial  | 3º                         |
| Dermatología                 | 3º                         |
| Endocrinología               | 7º                         |
| Medicina Interna             | 8º                         |
| Nefrología                   | 7º                         |
| Neumología                   | 8º                         |
| Neurología                   | 7º                         |
| Oftalmología                 | 1º                         |
| Oncología Médica             | 7º                         |
| Otorrinolaringología         | 5º                         |
| Psiquiatría                  | 6º                         |
| Reumatología                 | 9º                         |
| Urología                     | 7º                         |

## Centros dependientes del Hospital Universitario Ramón y Cajal
- Dos Centros de Especialidades Periféricos:
  - Centro de Especialidades Periférico "Pedro González Bueno" (San Blas).[4][59]
  - Centro de Especialidades Periférico Emigrantes (Hortaleza).[4][60]
- Dos Centros de Salud Mental:
  - Centro de Salud Mental Barajas (Hortaleza).[61]
  - Centro de Salud Mental Ciudad Lineal (Ciudad Lineal).[62]
  - Centro de Salud Mental San Blas (San Blas).[63]
- 20 centros de salud situados en distintos puntos de la ciudad de Madrid:[4][64]
  - Distrito de Ciudad Lineal:
    - Centro de Salud "Jazmín".
    - Centro de Salud "Vicente Muzas"
    - Centro de Salud "Canal de Panamá"
    - Centro de Salud "Estrecho de Corea"
    - Centro de Salud "Dr. Cirajas"
    - Centro de Salud "Avda. Aragón"
    - Centro de Salud "Gandhi"
    - Centro de Salud "García Noblejas"

  - Distrito de San Blas-Canillejas:
    - Centro de Salud "Canillejas"
    - Centro de Salud "Rejas"
    - Centro de Salud "Aquitania"
    - Centro de Salud "Alpes"

  - Distrito de Hortaleza:
    - Centro de Salud "Virgen del Cortijo"
    - Centro de Salud "Monóvar"
    - Centro de Salud "Mar Báltico"
    - Centro de Salud "Emigrantes"
    - Centro de Salud "Benita de Ávila"
    - Centro de Salud "Alameda de Osuna"
    - Centro de Salud "Barajas"

## Cómo llegar
El Hospital Universitario Ramón y Cajal tiene conexión directa con el metro, el autobús y el sistema de cercanías de Madrid.

### Metro
La línea que presta servicio al hospital es la línea 10 del Metro de Madrid, siendo la parada más cercana la Estación de Begoña (salida San Modesto - Hospital Universitario Ramón y Cajal). La misma estación de Begoña da acceso también al Hospital Universitario La Paz a través de otra salida.

### Autobús
Las líneas 125, 135, 165, 166 y BR1 de la EMT Madrid prestan servicio directo al hospital en las paradas situadas en la puerta principal de acceso. Otros autobuses urbanos que efectúan parada enfrente del hospital son las líneas 175 y 178. También paran cerca del mismo las líneas 67, 83 y N22. El hospital se conecta con el municipio de Tres Cantos gracias a las líneas 712, 713, 716, 717 y la línea nocturna 701. También se conecta con la Universidad Autónoma con la línea 714. También el municipio de Colmenar Viejo es conectado con las líneas 721, 722, 724, 725, 726 y la línea nocturna 702. Además, la línea 876 también presta servicio a los municipios de Cerceda, Moralzarzal y Collado Villalba.

### Renfe
La estación de Ramón y Cajal se encuentra justo enfrente del hospital y comunicada con él a través de un túnel subterráneo. En ella prestan servicio las líneas C-3, C-7 y C-8 de Cercanías Madrid.

## Galería de exteriores

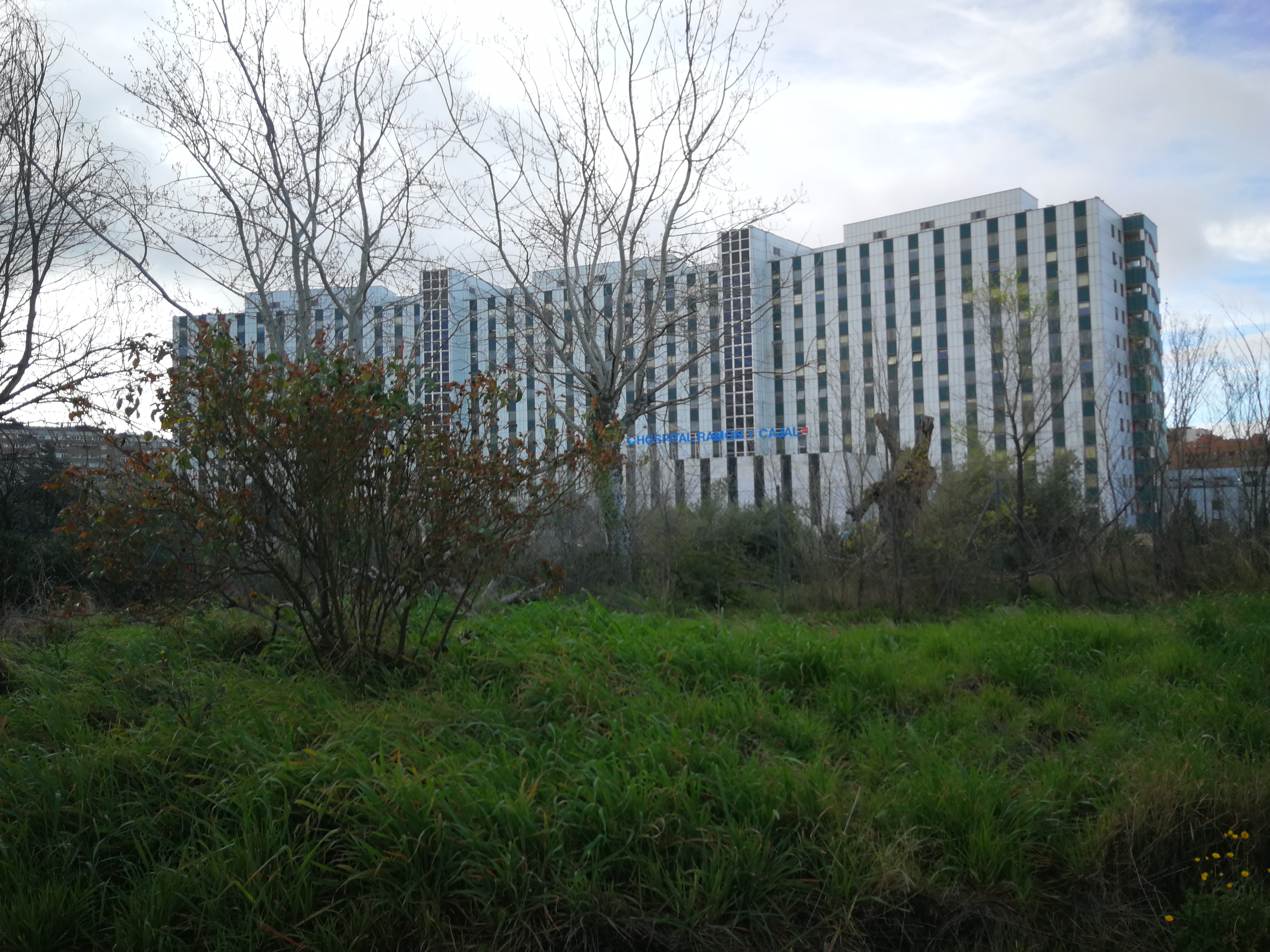
Hospital Universitario Ramón y Cajal, vista desde Central Lechera CLESA Madrid.
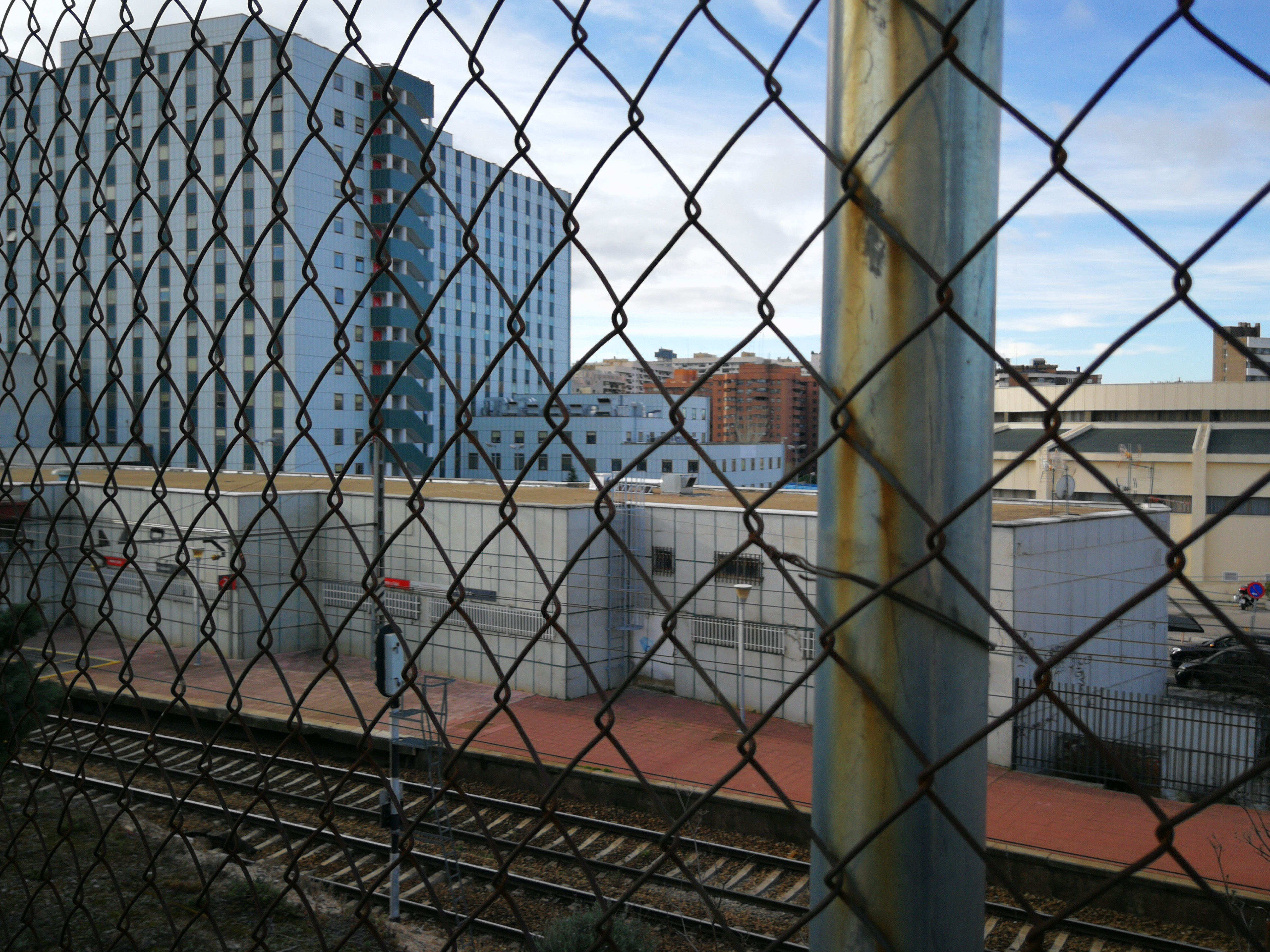
Hospital Universitario Ramón y Cajal, vista desde Central Lechera CLESA Madrid.
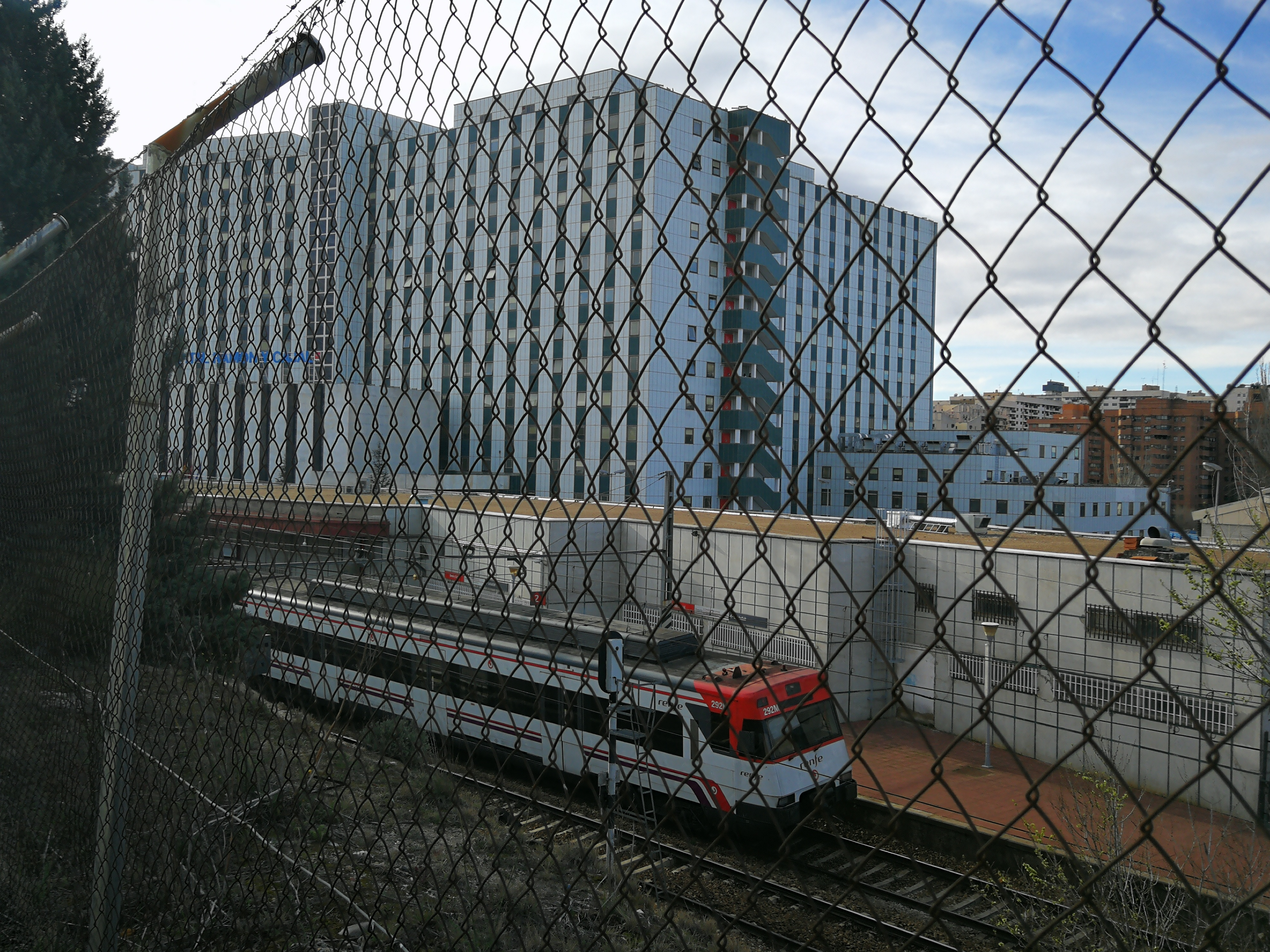
Hospital Universitario Ramón y Cajal, vista desde Central Lechera CLESA Madrid. Estación Ramón y Cajal
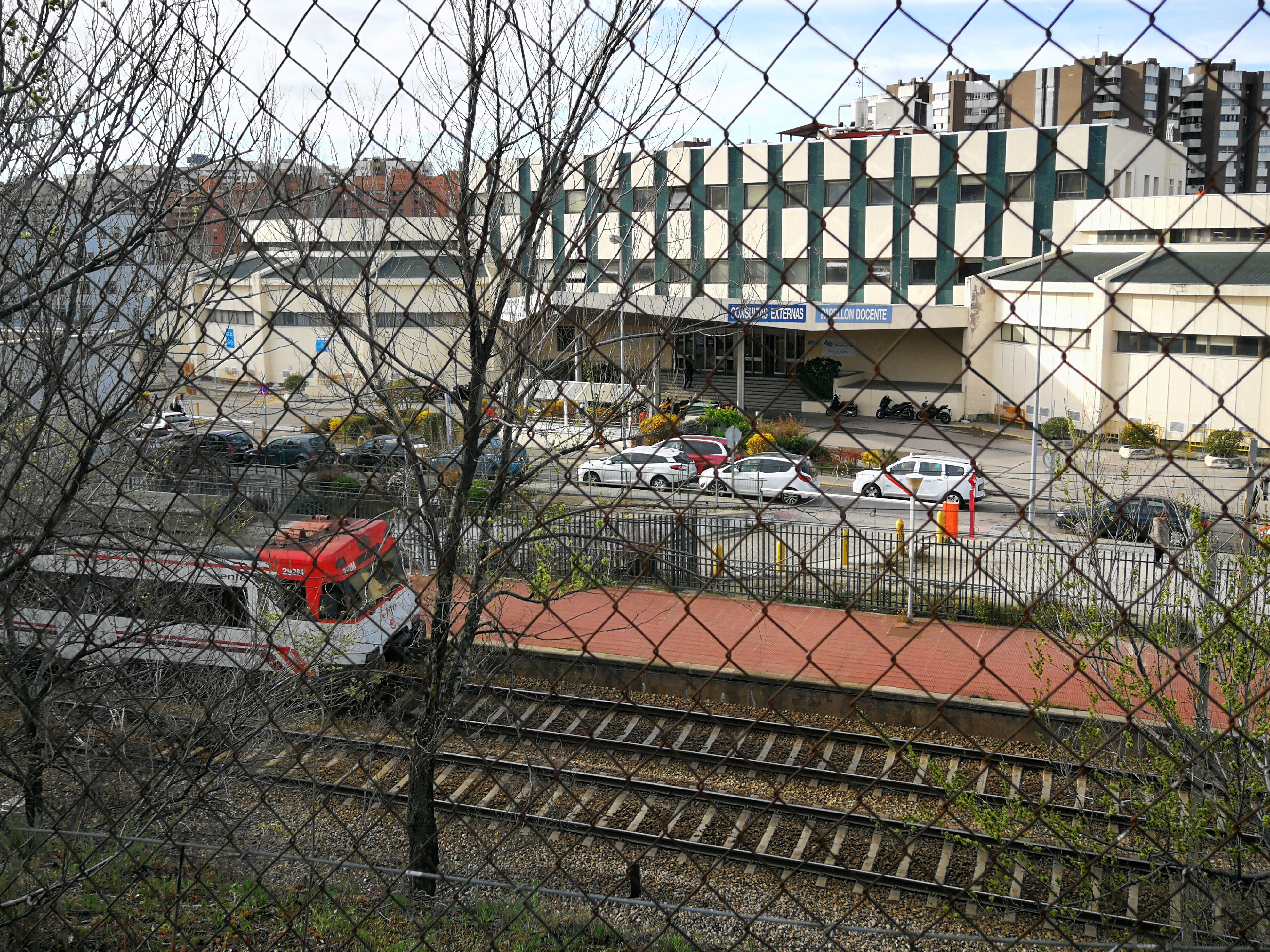
Hospital Universitario Ramón y Cajal, vista desde Central Lechera CLESA Madrid. Estación Ramón y Cajal (Cercanías Madrid)
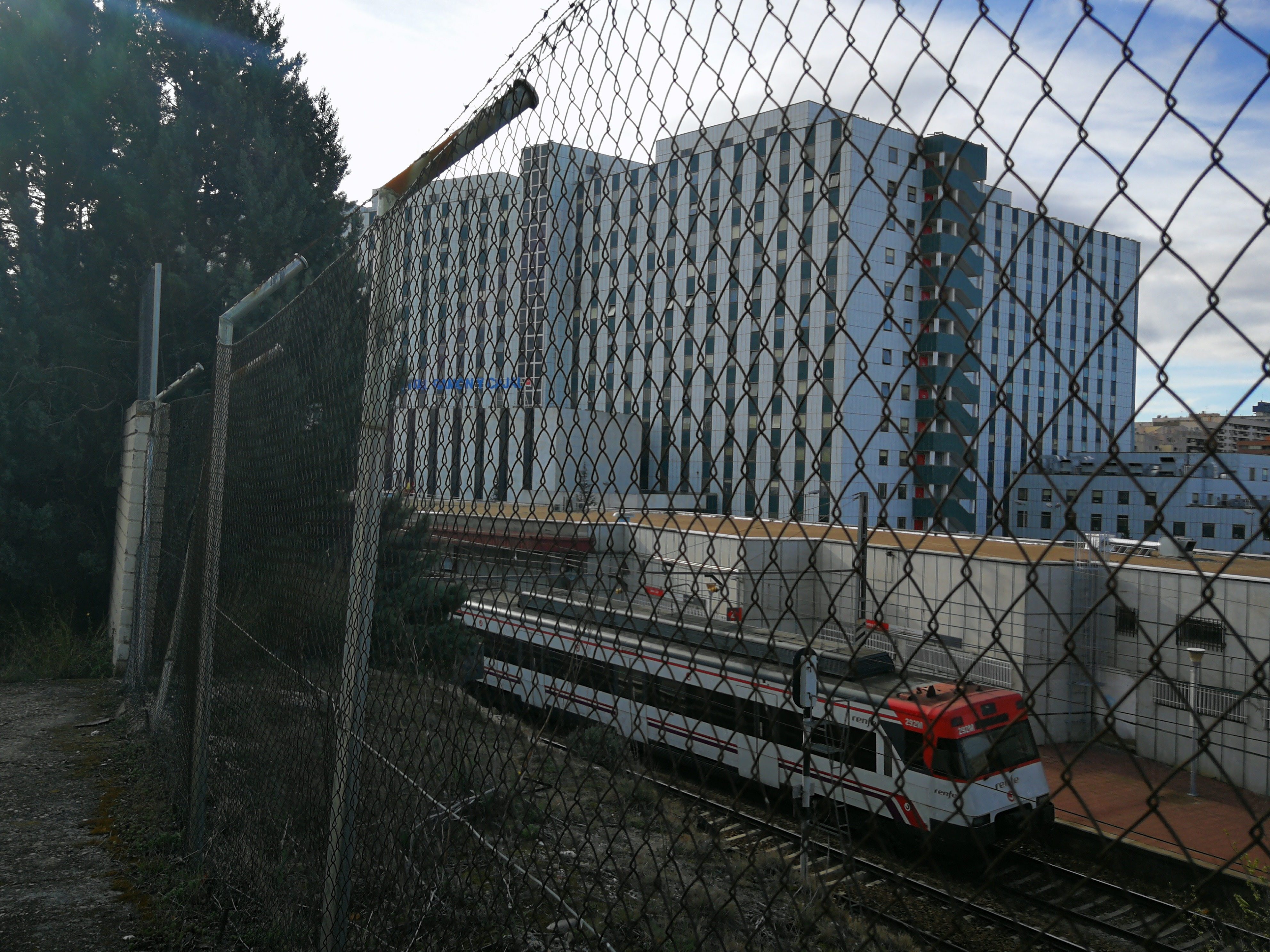
Hospital Universitario Ramón y Cajal, vista desde Central Lechera CLESA Madrid. Estación Ramón y Cajal
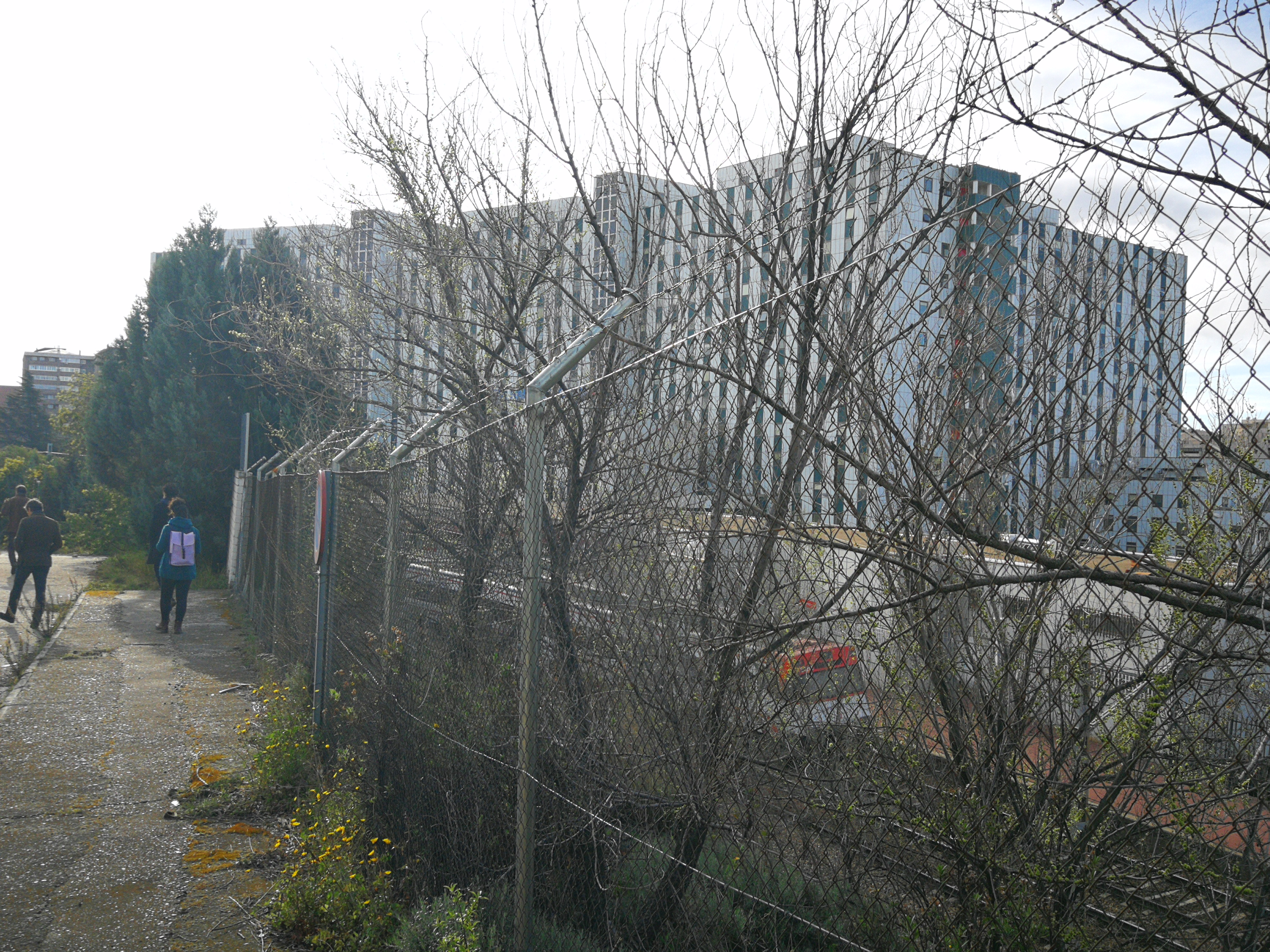
Hospital Universitario Ramón y Cajal, vista desde Central Lechera CLESA Madrid. Estación Ramón y Cajal (Cercanías Madrid)